# Louise Bourgeois
Louise Joséphine Bourgeois (født 25. december 1911, død 31. maj 2010) var en fransk-amerikansk billedkunstner og skulptør. Hun var især kendt en række overdimensionerede edderkoppeskulptur kaldet Maman (Mor), som gav hende tilnavnet "Edderkoppekvinden".
Louise Bourgeois blev født i Paris, og hendes forældre ejede et galleri, der især præsenterede gamle gobeliner. Nogle år efter hendes fødsel flyttede familien til forstaden Choisy-le-Roi, hvor de begyndte at restaurere gobeliner, hvilket Louise Bourgeois efterhånden kom til at hjælpe til med. Som tyveårig påbegyndte hun studier på Sorbonne i matematik og geometri, men hun fuldførte ikke studierne; i stedet begyndte hun på den første af en række kunstskoler. I 1938 blev hun gift med den amerikanske kunsthistoriker Robert Goldwater, der havde foretaget banebrydende studier i såkaldt "primitiv kunst", dvs. kunst udført af oprindelige folkeslag fra forskellige steder på Jorden. Parret flyttede samme år til New York, hvor Bourgeois studerede malerkunst på Art Students League samtidig med at hun skabte skulpturer og andre kunstværker. Hun begyndte at udstille sine værker fra slutningen af 1940'erne, men den brede anerkendelse af hendes værker kom først i 1980'erne i forbindelse med en retrospektiv udstilling på Museum of Modern Art.
Gennem en lang række år skabte hun en stribe kunstværker, som hun selv beskrev som en bearbejdning af sin familiemæssige baggrund, hvor hendes far med hendes mors viden var utro i en årrække. Hendes mest kendte kunstværk, Maman, findes i sin originale udgave i stål på Tate Modern i London. Dertil kommer henved et dusin kopier i bronze, der blandt andet kan ses på Guggenheim Museum Bilbao og Tuilerierne i Paris, og nogle af dem har været opstillet i København i forbindelse med en separatudstilling på Louisiana i 2003. Skulpturerne er en hyldest til hendes mor. I 2013 viste Faurschou Foundation en retrospektiv udstilling med Louise Bourgeois under titlen Alone and Together.
Hendes værker er ofte surrealistiske i deres udtryk, og der kan spores en forbindelse til Alberto Giacometti og Marcel Duchamp, men der er også påvirkninger af afrikansk kunst.